# Giorgia Villa
Giorgia Villa, född 23 februari 2003 i Ponte San Pietro, är en italiensk gymnast.

## Karriär
Giorgia Villa ingick i det italienska laget som tog brons vid VM 2019 och silver i lagmångkampen vid OS 2024.